# Lonchodes parvus
Lonchodes parvus är en insektsart som först beskrevs av Chen, S.C. och Yun He He 1994.  Lonchodes parvus ingår i släktet Lonchodes och familjen Phasmatidae. Inga underarter finns listade i Catalogue of Life.